# Walvisfabrieksschip

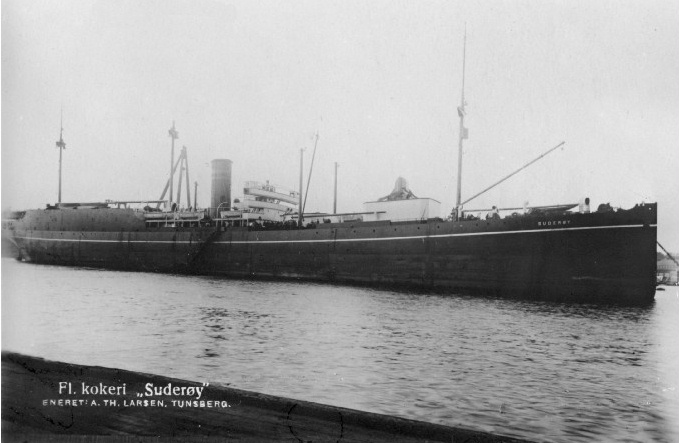
Het Noorse walvisfabrieksschip "Suderøy" in 1913

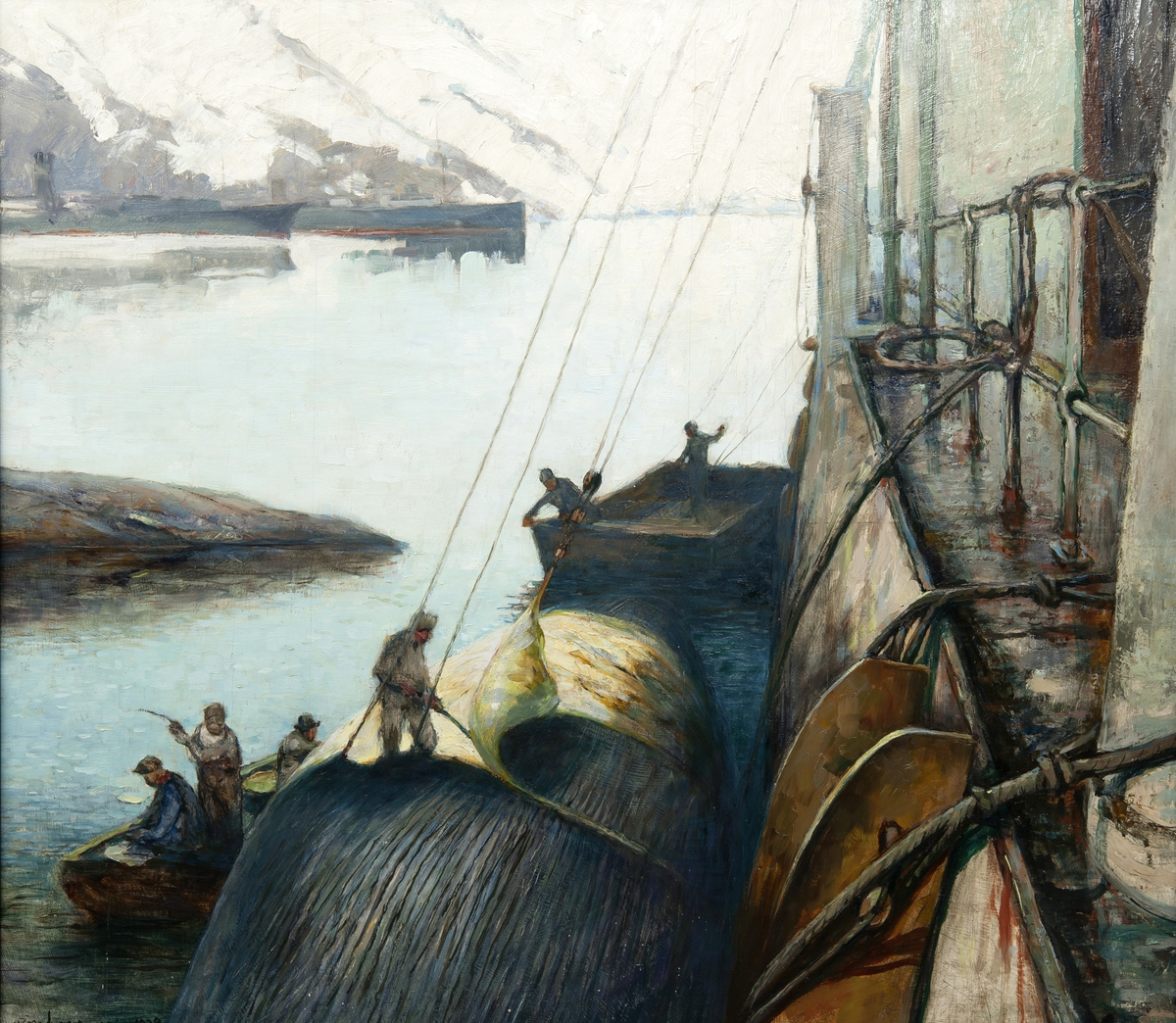
Flensen van een walvis naast een fabrieksschip

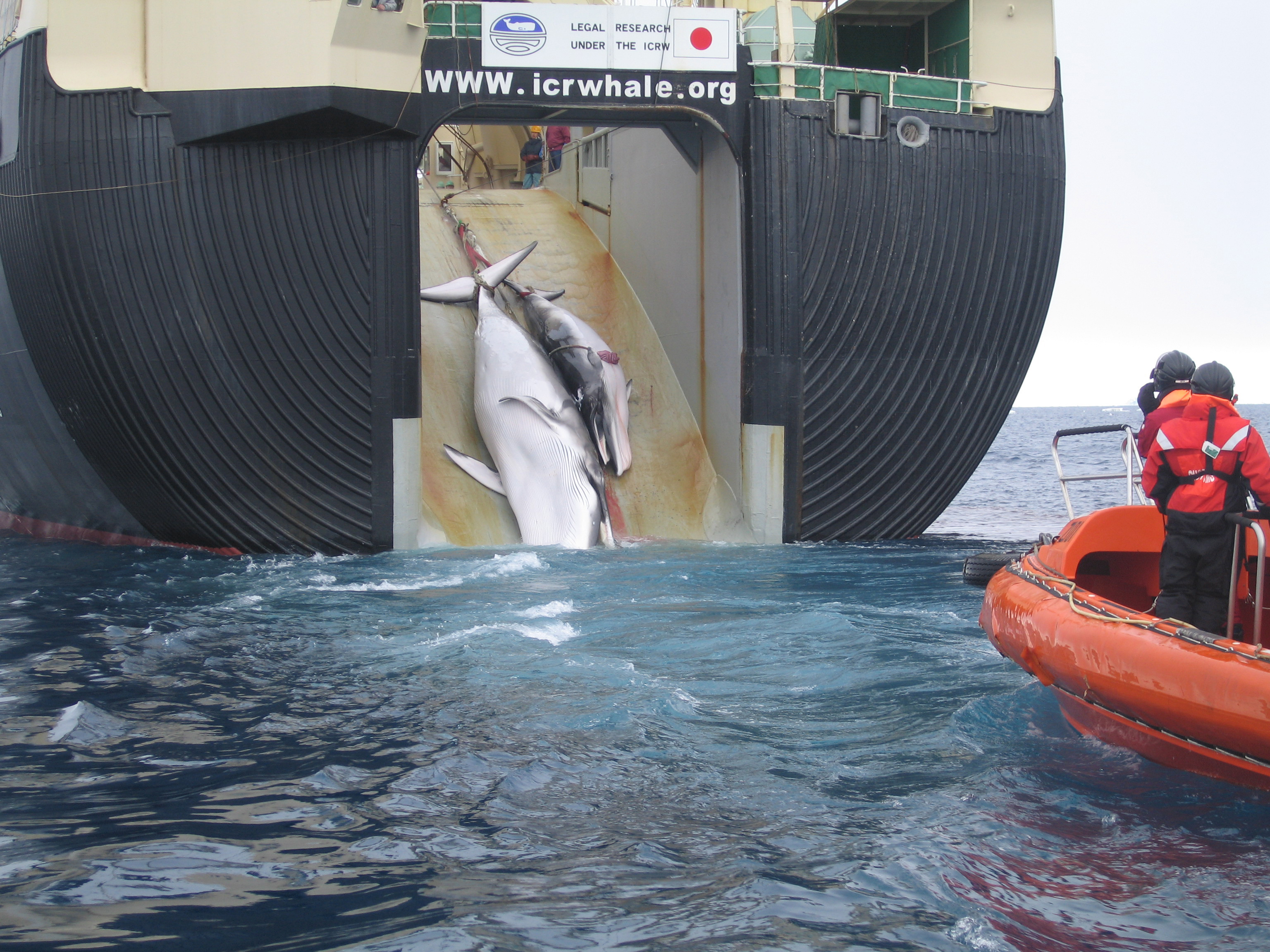
Japanse Nisshin Maru liert walvissen over de slipway naar het dek

Een walvisfabrieksschip (kortweg fabrieksschip) is een schip dat speciaal is uitgerust voor de verwerking van gedode walvissen tijdens de walvisvaart op volle zee en tevens dient als moederschip voor de vloot vangschepen (jagers). Vandaar dat ook wel de naam walvismoederschip (kortweg moederschip) wordt gebruikt. Verouderd is de naam drijvende traankokerij, aangezien de term "drijvend" de eigen voortstuwing van het schip ontkent en de term "traankokerij" de belangrijke functie als basis (moederschip) voor de vangschepen miskent.
Een walvisfabrieksschip is de spil in het web van de zogenaamde "pelagische walvisvaart', waarbij de jacht op en vangst en verwerking van walvissen door een vloot van schepen op volle zee plaatsvond. Deze schepen kwamen in gebruik aan het begin van de 20e eeuw, voor die tijd werden de walvissen naar land gesleept voor verdere verwerking. Voor de vangst zorgden kleine, snelle en wendbare vangschepen met harpoenkanonnen voor op het schip. Zogenaamde boeiboten vervoerden de gedode walvis vervolgens naar een groot fabrieksschip, waar de verwerking plaatsvond en de uit de walvis gewonnen bestanddelen werden opgeslagen. Aanvankelijk bleef de gedode walvis langs het schip liggen tot in 1925 de slipway werd geïntroduceerd, via een gat in de achtersteven werd de hele walvis aan boord gelierd en daar verder verwerkt. Een tanker verzorgde tussentijds de bevoorrading van brandstof en de afvoer van walvistraan tussen het fabrieksschip en het vasteland. Vanaf het fabrieksschip werden de ontvangen voorraden weer verdeeld over de vangschepen.
De enige twee walvisfabrieksschepen die onder Nederlandse vlag hebben gevaren waren de Willem Barendsz (I) en Willem Barendsz (II) van de Nederlandsche Maatschappij voor de Walvischvaart (NMW).